# Шкиль, Николай Иванович
Николай Иванович Шкиль (13 декабря 1932 — 14 ноября 2015) — советский и украинский педагог, математик, доктор физико-математических наук, профессор, академик АПН Украины, заслуженный деятель науки и техники Украины, лауреат Государственной премии в области науки и техники.

## Биография
Родился в селе Бурбино Семеновского района Полтавской области.
1939—1941 — обучение в семилетней школе с. Бурбино (до начала войны закончил два класса).
1941—1943 — жизнь в оккупации.
1943—1948 — продолжил обучение в школе с. Бурбино.
1948—1951 — обучение в десятилетний Худолеевской средней школе.
1951—1955 — студент Киевского государственного педагогического института имени А. М. Горького (далее — КГПИ им. А. М. Горького). Окончил с отличием физико-математический факультет по специальности «Учитель математики средней школы».
июль — октябрь 1955 — учитель математики средней школы с. Рошкишаны Ставицкого района Киевской области.
1955—1958 — аспирант кафедры математического анализа КГПИ имени А. М. Горького.
1958—1971 — ассистент, старший преподаватель, доцент кафедры математического анализа КГПИ имени Горького.
1959 — защитил кандидатскую диссертацию на тему: «К вопросу о асимптотическом изображении решений систем дифференциальных уравнений, содержащих параметры», кандидат физико-математических наук.
1961 — заместитель декана физико-математического факультета КГПИ имени Горького.
1962 — присвоено учёное звание доцента.
1964 — декан общенаучного факультета КГПИ имени Горького.
1968 — защитил докторскую диссертацию на тему: «О некоторых асимптотических методах в теории линейных дифференциальных уравнений с медленными переменными коэффициентами».
1969 — присвоена учёная степень доктора физико-математических наук.
1970 — присвоено учёное звание профессора; декан физико-математического факультета КГПИ имени Горького.
1971 — проректор по научной работе и заведующий кафедрой высшей математики КГПИ имени Горького.
1972 — заведующий кафедрой алгебры и геометрии КГПИ имени Горького.
1973—2003 — ректор Киевского государственного педагогического института имени А. М. Горького.
1977—1980 — заведующий кафедрой высшей математики.
1982 — член-корреспондент АПН СССР.
1985—1989 — заведующий кафедры основ информатики и вычислительной техники
1989 — заведующий кафедрой математического анализа.
1990 — действительный член АПН СССР.
1992 — академик АПН Украины; присуждено почетное звание «Заслуженный деятель науки и техники Украины».
1995 — иностранный член Российской академии образования.
1997 — академик Академии наук высшей школы Украины; президент Общества «Украина-Казахстан».
2003—2015 — советник ректора Национального педагогического университета им. М. П. Драгоманова.
Умер 14 ноября 2015 года. Похоронен на Байковом кладбище (участок № 33).

## Научная деятельность
Исследования Н. И. Шкиля, посвящённые разработке асимптотических методов интегрирования дифференциальных уравнений и их систем. Учёный впервые всесторонне исследовал довольно сложные случаи внутренних и внешних резонансов, которые имеют важное теоретическое и прикладное значение.
Работал над решением сложной математической проблемы, связанной с наличием точек поворота в системах дифференциальных уравнений.
Руководитель научной школы «Проблемы приближенных методов решения дифференциальных и интегральных уравнений». Среди его учеников 25 кандидатов и 5 докторов наук.
Результаты исследований Н. И. Шкиля представлены более 350 научными работами, в том числе 10 монографиями, 22 учебниками и пособиями. Свои исследования Николай Иванович представлял на многих международных конференциях, съездах, конференциях.